# Communauté de communes de la Porte d’Alsace
Die Communauté de communes de la Porte d’Alsace (auch La Porte d’Alsace-Communauté de communes de la Région de Dannemarie genannt) war ein französischer Gemeindeverband mit der Rechtsform einer Communauté de communes  im Département Haut-Rhin in der Region Grand Est. Sie wurde am 26. November 1992 gegründet und umfasste zuletzt 32 Gemeinden. Der Verwaltungssitz befand sich im Ort Dannemarie.

## Historische Entwicklung
Per 1. Januar 2017 wurde der Gemeindeverband mit der Communauté de communes de la Largue zur Communauté de communes Porte d’Alsace-Largue zusammengeschlossen, die kurz danach auf die aktuelle Bezeichnung Communauté de communes Sud Alsace Largue umbenannt wurde.

## Ehemalige Mitgliedsgemeinden
1. Altenach
2. Ballersdorf
3. Balschwiller
4. Bellemagny
5. Bernwiller
6. Bréchaumont
7. Bretten
8. Buethwiller
9. Chavannes-sur-l’Étang
10. Dannemarie
11. Diefmatten
12. Eglingen
13. Elbach
14. Eteimbes
15. Falkwiller
16. Gildwiller
17. Gommersdorf
18. Guevenatten
19. Hagenbach
20. Hecken
21. Magny
22. Manspach
23. Montreux-Jeune
24. Montreux-Vieux
25. Retzwiller
26. Romagny
27. Saint-Cosme
28. Sternenberg
29. Traubach-le-Bas
30. Traubach-le-Haut
31. Valdieu-Lutran
32. Wolfersdorf

## Geographie

### Lage
Der Gemeindeverband befand sich im Bereich der Burgundischen Pforte (franz.: Porte d’Alsace) bzw. des Sundgaus etwa 15 bis 30 Kilometer (Luftlinie) südwestlich der Stadt Mülhausen bzw. etwa 20 bis 30 Kilometer östlich von Belfort. Der Rhein-Rhône-Kanal führte mitten durch das Gebiet des Gemeindeverbands, wohingegen die Autobahn A36 bzw. E54 nördlich daran vorbeiführt.

### Landschaft
Die Landschaft der ehemaligen Communauté de communes ist geprägt von Feldern und – teilweise bewaldeten – Hügeln in Höhen zwischen 270 und 410 Metern ü. d. M.

### Klima
Das Klima wird sowohl von südfranzösischen Einflüssen als auch von den nordwestlichen Ausläufern der Alpen bestimmt. Die sommerlichen Tagestemperaturen erreichen Höchstwerte von 30 bis 35 °C. Im Winter fällt manchmal Schnee, der jedoch nur selten längere Zeit liegen bleibt; die Tagestemperaturen bewegen sich nur selten im Frostbereich.

## Wirtschaft
Alle 32 Mitgliedsgemeinden der ehemaligen Communauté de communes sind in hohem Maße von der Landwirtschaft (Ackerbau, Viehzucht und Milchwirtschaft) und vom Kleinhandwerk geprägt. Größere Industriebetriebe gibt es in der Region nicht, doch wurden nahe den Orten Dannemarie, Hagenbach und Diefmatten Gewerbegebiete (Zones d’Activités) ausgewiesen.

## Sehenswürdigkeiten
Die leicht hügelige und in großen Teilen bewaldete Landschaft lädt zu Wanderungen ein. Monumente  von überregionaler kulturhistorischer Bedeutung gibt es nicht. Sehenswert sind die Dorfkirchen von Saint-Cosme und Gildwiller sowie die neobarocke Kapelle des Klosters der 'Benediktinerinnen in Anbetung' von Bellemagny.